# Варела, Федерико
Федерико Николас Варела Эскудеро (исп. Federico Nicolás Varela Escudero; Пустой шаблон {{ВД-Преамбула}} ) — аргентинский футболист, полузащитник мальтийского клуба «Флориана».

## Биография
Родился в Буэнос-Айресе, но вырос в испанском городе Виверо. Заниматься футболом начинал в местном одноимённом клубе. Также выступал за молодёжную команду «Сельты». На профессиональном уровне дебютировал в швейцарском клубе третьей лиги «Стад Ньон». В сезоне 2014/15 сыграл за команду 19 матчей и забил 3 гола. В 2015 году подписал контракт с португальским «Порту», но выступал исключительно за фарм-клуб во второй лиге, сыграл 70 матчей и забил 16 мячей. В заявку основной команды был включён лишь однажды, 13 октября 2017 года был заявлен на матч Кубка Португалии против «Лузитану Эвора» (6:0), но остался на скамейке запасных. В январе 2018 года был отдан в аренду до конца сезона в клуб высшей лиги Португалии «Портимоненсе», за который провёл 12 матчей. Сезон 2018/19 также отыграл в аренде, в испанском клубе второй лиги «Райо Махадаонда».
4 июля 2019 года Варела подписал трёхлетний контракт с клубом испанской Примеры «Леганес», однако ни одного матча в высшей лиге так и не провёл. Единственный раз сыграл за «Леганес» 17 декабря 2019 года в матче первого раунда Кубка Испании с клубом «Андорра», в котором вышел на замену на 61-й минуте и реализовал свой удар в серии послематчевых пенальти. Встреча завершилась победой «Леганеса» (1:1; 6:5 пен.). 30 декабря того же года был отдан в аренду в «Лас-Пальмас», в его составе провёл 17 матчей и забил 1 гол в испанской Сегунде.
Покинул «Леганес» в сентябре 2020 года, заключив контракт с клубом турецкой Суперлиги «Денизлиспор». Затем перешёл в софийский ЦСКА, с которым в сезоне 2020/21 выиграл Кубок Болгарии. В 2023 и 2024 годах выступал за американский клуб «Финикс Райзинг». В его составе стал чемпионом чемпионшипа ЮСЛ в сезоне 2023, однако в матчах плей-офф участия не принимал. Зимой 2025 года перешёл в люксембургский «Дифферданж 03», выиграл с ним чемпионат и кубок Люксембурга. Летом 2025 года стал игроком мальтийской «Флорианы».

## Достижения
ЦСКА София
- Обладатель Кубка Болгарии: 2020/21
- Финалист Кубка Болгарии: 2021/22

«Финикс Райзинг»
- Победитель чемпионшипа ЮСЛ: 2023[англ.]

«Дифферданж 03»
- Чемпион Люксембурга: 2024/25
- Обладатель Кубка Люксембурга: 2024/25